# Let It Snow! Let It Snow! Let It Snow!
A Let It Snow! Let It Snow! Let It Snow! (ismert Let It Snow címen is) egy dal, melynek szövegét 1945-ben Sammy Cahn írta, zenéjét pedig Jule Styne szerezte. A dalt 1945 júliusában, Hollywoodban, rekord hőségben írták.
Először Vaughn Monroe énekelte fel lemezre, mely rögtön slágerré vált, s a következő évben a Billboard listáján pedig elérte az első helyet. Minden idők egyik legnagyobb eladást magának tudó dala. A Let It Snow! dalt már számtalanszor felvették.
Frank Sinatra előadásában ezt a dalt töltötték le 25 000 000-iknak az Apple internetes zeneboltjából, az iTunes-ról.
Jessica Simpson verziója lett az első, mely kislemezként is megjelent. Lemezen a Rejoyce: The Christmas Albumon, 2004-ben látott napvilágot. Ez a kislemez bekerült az amerikai Billboard Adult Contemporary lista első húsz helyezettje közé. Irene Grandi olasz énekes 2008-ban angolul elénekelte saját változatát. Ugyanebben az évben került a boltokba Connie Talbot változata is, mely a Connie Talbot’s Christmas Albumon kapott helyet. A dal szerepelt Vonda Shepard 2000-ben megjelent A Very Ally Christmas lemezén is.